# Foldingbro
Foldingbro er en lille landsby i Sydjylland i Vejen Kommune med 204 indbyggere i byområdet (2023) beliggende umiddelbart nord for Kongeåen på grænsen til den nordlige del af Sønderjylland.

## Demografi
| Folketal 1. januar |       |       |       |       |       |       |       |
| År                 | 2000  | 2001  | 2002  | 2003  | 2004  | 2005  | 2006  |
| ------------------ | ----- | ----- | ----- | ----- | ----- | ----- | ----- |
| Folding sogn       | 1 571 | 1 595 | 1 605 | 1 580 | 1 625 | 1 600 | 1 617 |